# Biljana Petrović
Biljana Petrović (geb. Bojović; serbisch-kyrillisch Биљана Петровић (рођена Бојовић); * 28. Februar 1961 in Kraljevo, Jugoslawien) ist eine ehemalige jugoslawische Hochspringerin.
1983 und 1987 gewann sie Silber bei den Mittelmeerspielen. Bei den Olympischen Sommerspielen 1988 in Seoul schied sie in der Qualifikation aus.
1989 wurde sie jeweils Vierte bei den Halleneuropameisterschaften in Den Haag und bei den Hallenweltmeisterschaften in Budapest. Im Jahr darauf folgte ihr größter Erfolg mit der Silbermedaille bei den Europameisterschaften in Split.
1991 wurde sie bei einer Wettkampfkontrolle positiv auf Dopingmittel getestet und für zwei Jahre gesperrt.
Insgesamt wurde sie fünfmal Jugoslawische Meisterin im Freien (1983, 1986, 1987, 1989, 1990) und einmal in der Halle (1987).

## Persönliche Bestleistungen
- Hochsprung: 2,00 m, 22. Juni 1990, Saint-Denis
  - Halle: 1,94 m, 5. März 1989, Budapest